# Associação Desportiva Ferroviária Vale do Rio Doce
A Associação Desportiva Ferroviária Vale do Rio Doce, conhecida nacionalmente como Desportiva Ferroviária, ou simplesmente Desportiva, é um clube de futebol brasileiro da cidade de Cariacica, Espírito Santo.
Foi fundado em 1963 após a fusão de vários outros clubes controlados pela Companhia Vale do Rio Doce. Em 1999, por resultado da fusão com o grupo Villa-Forte, modificou seu nome para Desportiva Capixaba, até que em 2011 o clube volta a ser chamado de Desportiva Ferroviária.
É um dos clubes mais bem sucedidos em nível local, tendo já conquistado por 18 vezes o Campeonato Capixaba. Também já disputou de algumas edições da Série A, B, C e D do Campeonato Brasileiro. Seu maior rival é o Rio Branco Atlético Clube, contra quem faz o maior clássico do estado. Tem como seu maior patrimônio o Estádio Engenheiro Alencar Araripe.

## História

### Fundação
Com a instalação da superintendência da Companhia Vale do Rio Doce instalada no Espírito Santo, surgiram algumas equipes ligadas à empresa, formadas em sua maioria por trabalhadores da mesma. Em 1943 foi fundada a de Associação Atlética Vale, clube formado por empregados dos escritórios da Companhia Vale do Rio Doce em seguida foram criados o Ferroviário Sport Club, clube formado por trabalhadores do setor de transporte da empresa, a Associação Atlética Cauê, clube formado por trabalhadores vindos da região de Itabira-MG, o Esporte Clube Guarany e da Associação Esportiva Valeriodoce, clubes formados por trabalhadores da empresa em Itaciba e por fim teria sido fundada a equipe do Cruzeiro. Apesar dos auxílios financeiros da empresa, nenhum destes clubes apresentava resultados satisfatórios em termos estaduais. Foi a própria diretoria da empresa que tomou a iniciativa de fomentar a união, pois seus funcionários viviam à porta dos diretores pedindo ajuda para os clubes isoladamente. A rivalidade entre os clubes era evidente e acabou sendo um dos maiores empecilhos da fusão. Após várias reuniões foi aprovada a fusão das equipes, nascia no dia 17 de junho de 1963 a Associação Desportiva Ferroviária Vale do Rio Doce.

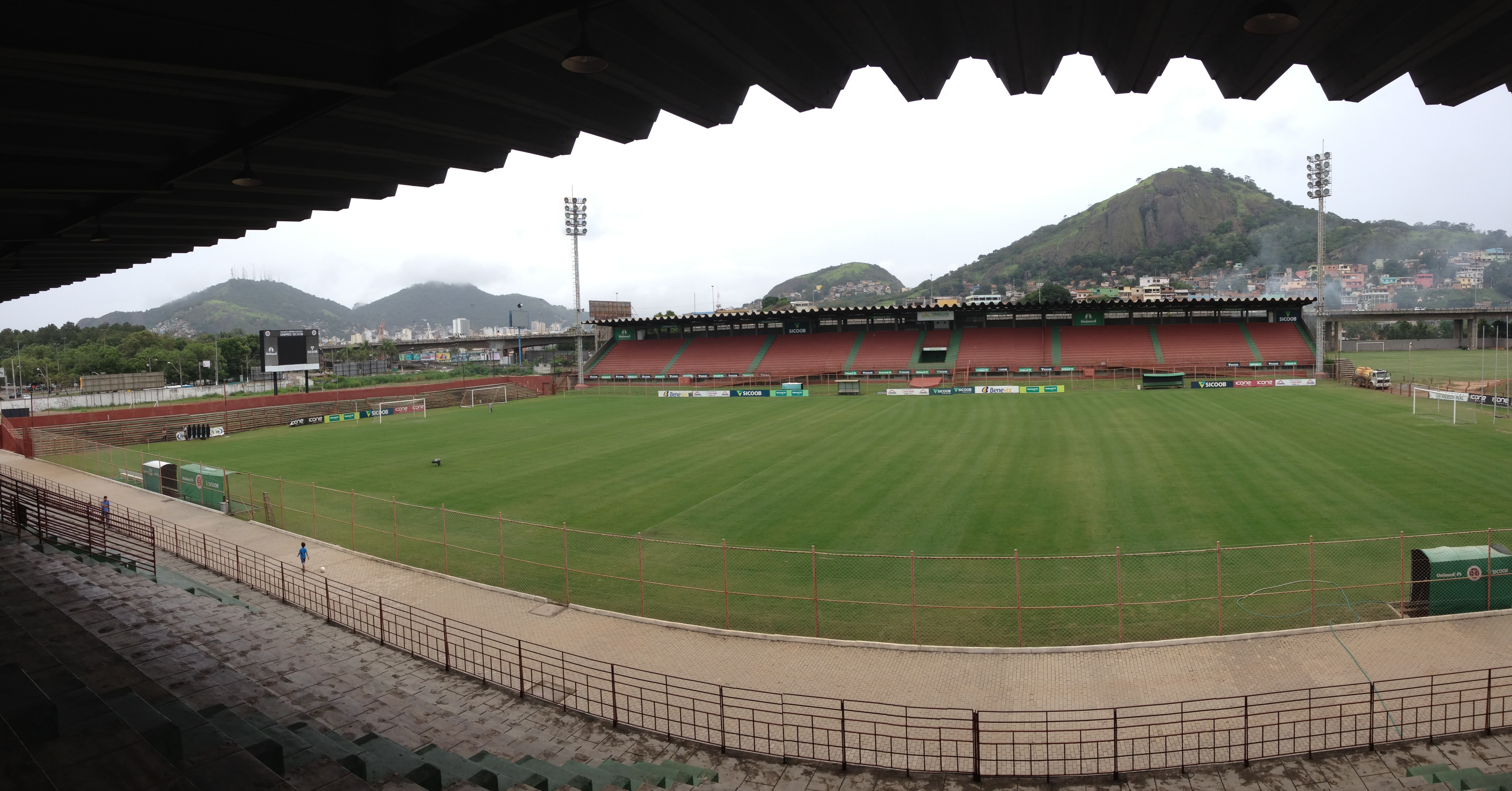
Estádio Engenheiro Alencar Araripe.

Para incentivar a união, a companhia prometeu – e depois cumpriu – construir um estádio e doá-lo ao novo clube. Assim, surgiu o Estádio Engenheiro Alencar Araripe em 1966, em Jardim América, então com capacidade para 36 mil torcedores.

### Títulos e campanhas nacionais
Durante muitos anos, a Desportiva foi o primo-rico do futebol capixaba, pois além do patrimônio doado, a Vale do Rio Doce ainda pagava todas as despesas do estádio e descontava na folha de pagamento de milhares de ferroviários as mensalidades para o clube. Como resultado, a Desportiva passou a ser um páreo duro para o antigo papa-títulos capixaba, o rival Rio Branco.
Entre 1967 e 1968, a Desportiva marca sua história no Brasil, a maior série invicta da história do futebol brasileiro até então, 51 jogos, recorde quebrado em 1977 pelo Botafogo. Até hoje a Desportiva possui a terceira maior série invicta do futebol nacional.
Em 21 de novembro de 1969, no estádio Engenheiro Araripe, aconteceu a primeira partida internacional da Locomotiva Grená. A Desportiva encarou a Seleção de Gana, que era uma grande potência na África, vindo de dois títulos e dois vices no Campeonato Africano das Nações, e que ficou próxima de jogar a Copa do Mundo de 1970. Mas o time africando não foi páreo e a Tiva venceu a partida por 2 a 1.
Em 1973, a Desportiva estreou no Campeonato Brasileiro e, para atrair o público, contratou o folclórico Fio Maravilha, já em final de carreira. Durante os anos de 1973 e 1982 permaneceu disputando a primeira divisão nacional, tendo seu melhor resultado no ano de 1980, com o décimo quinto lugar, sendo o jogador Botelho eleito o melhor ponta-esquerda do campeonato, ganhando uma Bola de Prata da Revista Placar, fato até hoje único no futebol capixaba.
No Campeonato Brasileiro de 1979, o clube obteve sua maior série invicta no Brasileirão com doze partidas (oito vitórias e quatro empates).
Quando o Brasileiro foi dividido em Séries A e B, em 1983, o representante capixaba acabou no Campeonato Brasileiro Série B, retornando em 1985 e em 1993. Na Série B esteve perto do retorno, em 1994, eliminado nas semifinais pelo Goiás, e em 1998, quando foi ao quadrangular, mas acabou superado por Gama e Botafogo-SP.
Com o título do Campeonato Capixaba de 1989 conquista pela primeira vez vaga na Copa do Brasil. Na Copa do Brasil de 1990 empata em 1 a 1 em casa com o Botafogo. No jogo de volta é eliminado da competição com derrota de 2 a 1 no Estádio Caio Martins em Niterói.

### A Desportiva fora do Brasil
Em 7 de fevereiro de 1971 a Desportiva enfrentou o PFC CSKA Sófia então campeão da Bulgária no Engenheiro Araripe em seu primeiro duelo contra um adversário estrangeiro e venceu por 1 a 0 gol marcado por Nilo. Em fevereiro de 1974 também o Engenheiro Araripe enfrentou seu segundo adversário estrangeiro, o placar foi Desportiva 3 a 0 contra o Young Africans da Tanzânia. No ano de 1981, a Desportiva realizou uma excursão para o continente Asiático, realizando em seu total nove partidas internacionais, com vitória em cinco destas partidas. Os países visitados foram Coreia do Sul, Indonésia e Qatar.

### Desportiva Capixaba (1999-2011)

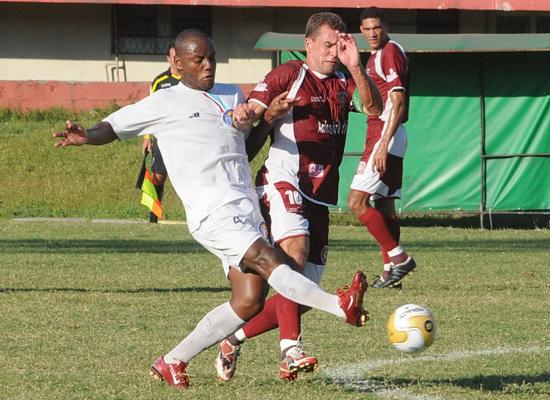
Desportiva Capixaba enfrenta o Espírito Santo em 2010.

A história do clube começou a mudar quando a Vale do Rio Doce foi privatizada em 1996 e resolveu não apenas retirar todo o apoio como cobrar pelo estádio. Foi uma longa disputa, que envolveu mobilização de lideranças políticas, até que a empresa resolveu doar definitivamente o Engenheiro Araripe para a Desportiva. Andando com as próprias pernas, o clube teve trajetória trôpega e nos últimos anos viu o título estadual ir para outros clubes e foi rebaixada para a terceira divisão no Brasileiro.
Em maio de 1999 após longas negociações, a Desportiva Ferroviária anunciou o início de uma nova fase em sua história: a de clube-empresa, conforme a Lei Pelé, vendendo 51% de suas ações para o grupo Frannel, de derivados de petróleo, e passando a chamar-se Desportiva Capixaba S.A.
A Desportiva Capixaba foi criada em maio de 1999 cercada de expectativas. Era o primeiro clube-empresa do Estado. O grupo majoritário (51%) era a Frannel Distribuidora de Combustível. A Desportiva Ferroviária ficou com 49%. Entre as promessas estava a de montar uma estrutura capaz de colocar o clube na elite do futebol brasileiro, mas o rendimento não foi o mesmo quando a Frannel saiu e o grupo Villa-Forte assumiu. O clube foi ainda campeão estadual em 2000, mas sofreu dois rebaixamentos na Série B do Brasileiro. Nos seus anos seguintes a Desportiva Capixaba chegou a ser inativa no futebol profissional, como em 2005. Em 2007 conquistou a Série B do Capixaba, levando a equipe de volta à elite do futebol estadual. Em 2008 conquistou a Copa Espírito Santo contra o seu maior rival, o Rio Branco, título que revelou o atacante Kieza. Em 2009 a Desportiva terminou na metade da tabela do Capixabão. No ano seguinte foi rebaixada para a segundona estadual.

### A volta da Desportiva Ferroviária
No dia 8 de Abril de 2011, foi anunciado pela 2ª Vara Cível de Cariacica que a equipe volta a ser a Desportiva Ferroviária, devido ao não pagamento de ações pelo grupo Villa-Forte. A Desportiva Capixaba ficou com 10% das ações do clube, enquanto a Ferroviária terá 90%.
Em agosto de 2011 teve início à Copa Espírito Santo e a Desportiva Ferroviária, com um time montado às pressas, consegue chegar a final da Copa, sendo derrotada pelo Real Noroeste. Mesmo assim os torcedores grenás, que lotaram uma ala inteira do Araripe, aplaudiram de pé aos jogadores pela campanha.

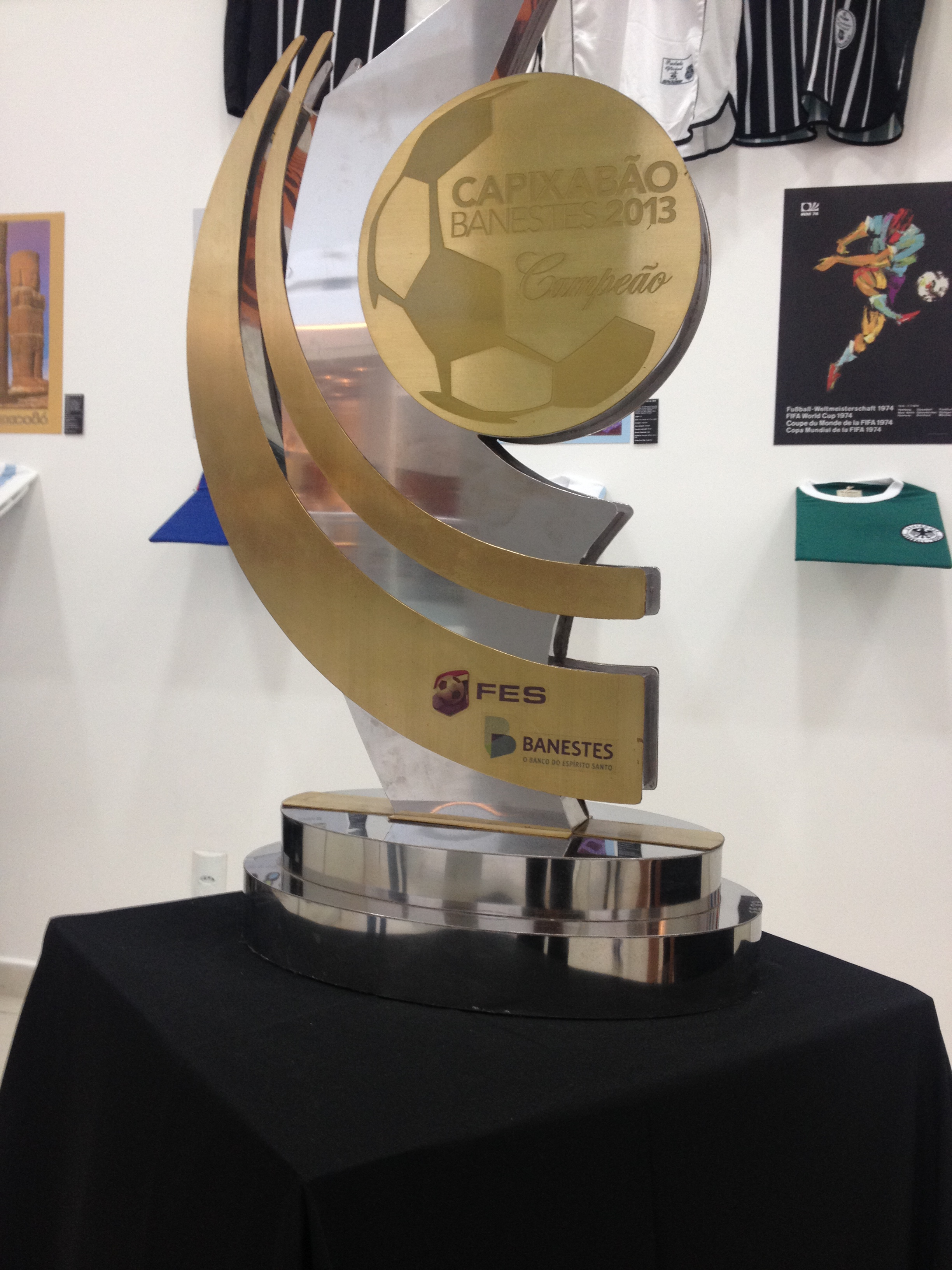
Troféu de Campeão Capixaba de 2013

O projeto de retorno ao futebol da Desportiva Ferroviária seguiu no ano de 2012, a equipe disputou a segunda divisão estadual. Passando dificuldades financeiras, a equipe se superou e chegou em sua segunda final em menos de um ano, lhe garantindo o retorno à primeira divisão estadual. A final era contra o Estrela do Norte, o primeiro jogo disputado no Engenheiro Araripe terminou com vitória grená por 2 a 1. A segunda final foi disputada no Estádio do Sumaré, em Cachoeiro de Itapemirim, a Desportiva entrou em campo podendo empatar para ser campeã. A Desportiva sofreu um gol logo aos 4 minutos do primeiro tempo, porém com um gol salvador de Hércules, aos 47 da segunda etapa, a Tiva se sagrou campeã, voltando à elite do futebol capixaba em grande estilo.
No mesmo ano, a Desportiva se sagrou bi-campeã da Copa Espírito Santo, derrotando na final o Rio Branco, seu maior rival, em uma partida histórica. Com Hércules novamente comandando o ataque grená, a Desportiva fez  2 a 0 no primeiro jogo no Engenheiro Araripe, e 2 a 1 no jogo de volta no Salvador Costa.

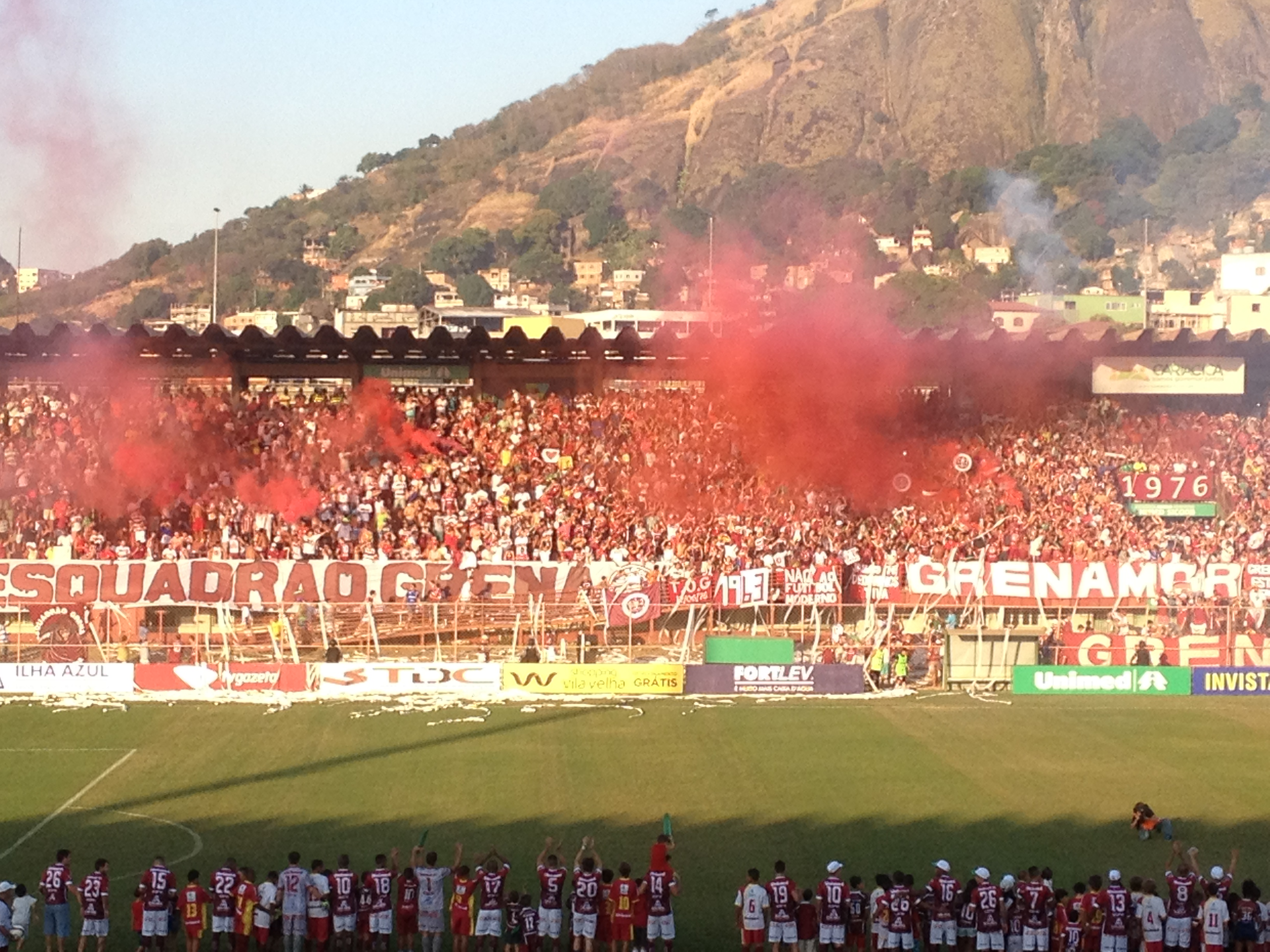
Equipe da Desportiva na final do Capixaba 2016 contra o Espírito Santo.

Em 2013 a consagração do retorno da locomotiva grená veio com o título do Campeonato Capixaba, com uma final eletrizante contra o Aracruz no Estádio do Bambu.  A primeira partida disputada no Engenheiro Araripe terminou em um empate por 1 a 1. A partida de volta, no litoral norte capixaba, teve vitória grená por 2x1, com um gol de fora da área de Wanderson Sorriso, que garantiu o fim do jejum estadual da Tiva que durava 13 anos.
O início da temporada 2014 parecia promissor com o título inédito da Copa dos Campeões, porém a equipe foi eliminada na primeira fase da Copa Verde e da Copa do Brasil e acabou na sexta posição do Campeonato Capixaba. No final da temporada de 2014 o capitão da Desportiva, Léo Oliveira, anunciou sua aposentadoria dos gramados. Sua despedida foi realizada no dia 11 de outubro de 2015 no Estádio Kléber Andrade diante de um público de 17.511 presentes em um amistoso contra o Flamengo. Léo atuou até os 28 minutos do primeiro tempo. Ainda no ano de 2015, assumiu o cargo de auxiliar-técnico da equipe.
A temporada 2016 da Desportiva foi marcada pelo retorno dos ídolos Sorriso e Edinho. Em sua apresentação, Edinho recebeu a camisa 10 grená e prometeu ser campeão capixaba pelo clube. Sua estreia aconteceu no dia 13 de fevereiro em uma partida válida pela 3ª rodada do campeonato estadual contra o Doze, Edinho deu uma assistência e a Desportiva venceu por 3 a 0 no Engenheiro Araripe. A Desportiva obteve a melhor campanha do Hexagonal Final do torneio e se classificou para a final e assegurou seu retorno ao Campeonato Brasileiro após 13 anos fora da disputa. A equipe se sagrou campeã estadual após vencer as duas partidas finais contra o Espírito Santo no Engenheiro Araripe pelo mesmo placar de 1 a 0. O gol do título veio dos pés de Edinho, de pênalti.
Na estreia da Série D, a Desportiva perde para a URT por 2 a 1 no Estádio Zama Maciel, em Patos de Minas.
Pela segunda rodada, a Desportiva goleia o Goianésia por 4 a 1 no Engenheiro Araripe e soma seus primeiros três pontos na Série D.
Na terceira rodada, empata sem gols com o Volta Redonda no Estádio Raulino de Oliveira em Volta Redonda.
A Desportiva volta a vencer depois da derrota em casa por 2 a 1 para o Volta Redonda. Derrota o Goianésia por 1 a 0 no Estádio Valdeir Oliveira em Goianésia.
Na última rodada, a Desportiva perde para a URT por 2 a 0 em casa e é eliminado da competição.
A Desportiva vence a Portuguesa por 1 a 0 na última rodada da primeira fase da Série D, classificando-se a próxima fase após punição ao São Raimundo-PA por escalação irregular.
Na segunda fase, a Desportiva é eliminada pelo Operário-PR, futuro campeão da competição, após duas derrotas..

## Estádio
O Estádio Engenheiro Alencar de Araripe, ou simplesmente Engenheiro Araripe, como é mais conhecido, ou ainda, Estádio do Jardim, atualmente com capacidade para 7.700 pessoas localiza-se em Cariacica. Tendo sido aberto em 16 de janeiro de 1966, na partida em que a então Desportiva Ferroviária foi derrotada pelo América-RJ por 3 a 0, sua capacidade então era de cerca de 36 mil pessoas. No ano de 1991 o estádio sediou um ato público de Nelson Mandela, que futuramente seria eleito presidente da África do Sul. Em 2012 o estádio passou por uma série de reformas estruturais em parceria com a cooperativa médica Unimed e o banco Sicoob, ganhando assim o nome de Arena Unimed Sicoob. Em 2014, foi utilizado como centro de treinamento da Seleção Australiana na preparação para a Copa do Mundo no Brasil.

## Torcida

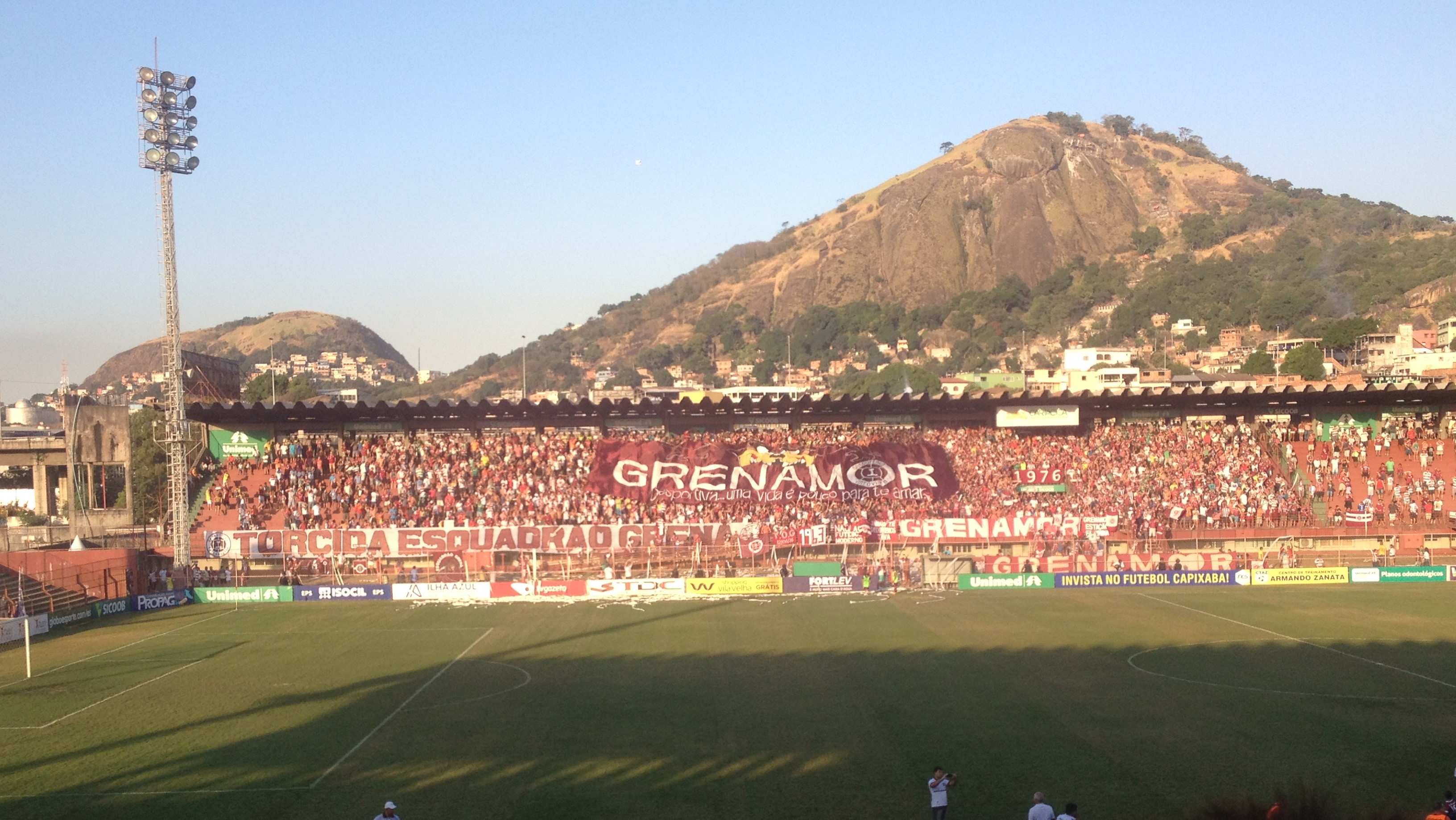
Torcida da Desportiva Ferroviária.

São torcidas organizadas da Desportiva Ferroviária:
- Grenamor — foi criada em 12 de junho de 1976 e tem sua sede em Cariacica. Atualmente é a maior torcida da Desportiva, estando presente em todos os jogos.[28]
- Torcida Organizada Esquadrão Grená — fundada em 12 de dezembro de 2005, tem sua sede em Cariacica.[28]
- Torcida Inferno Grená
- Torcida Rasta Grená
- GrenáSamba

## Rivalidade
A Desportiva possui dois grandes rivais, são eles o Rio Branco, seu maior rival e o maior campeão estadual, com a maior torcida, do qual faz o maior clássico do futebol do Espírito Santo (Derby Capixaba), e seu segundo rival é o Vitória. Os três formam o Trio de Ferro Capixaba, das equipes mais vencedoras do estado do Espírito Santo. Recentemente com a ascensão do Espírito Santo FC, a Desportiva passou a exercer rivalidade também com o Tricolor.

### O Clássico Capixaba

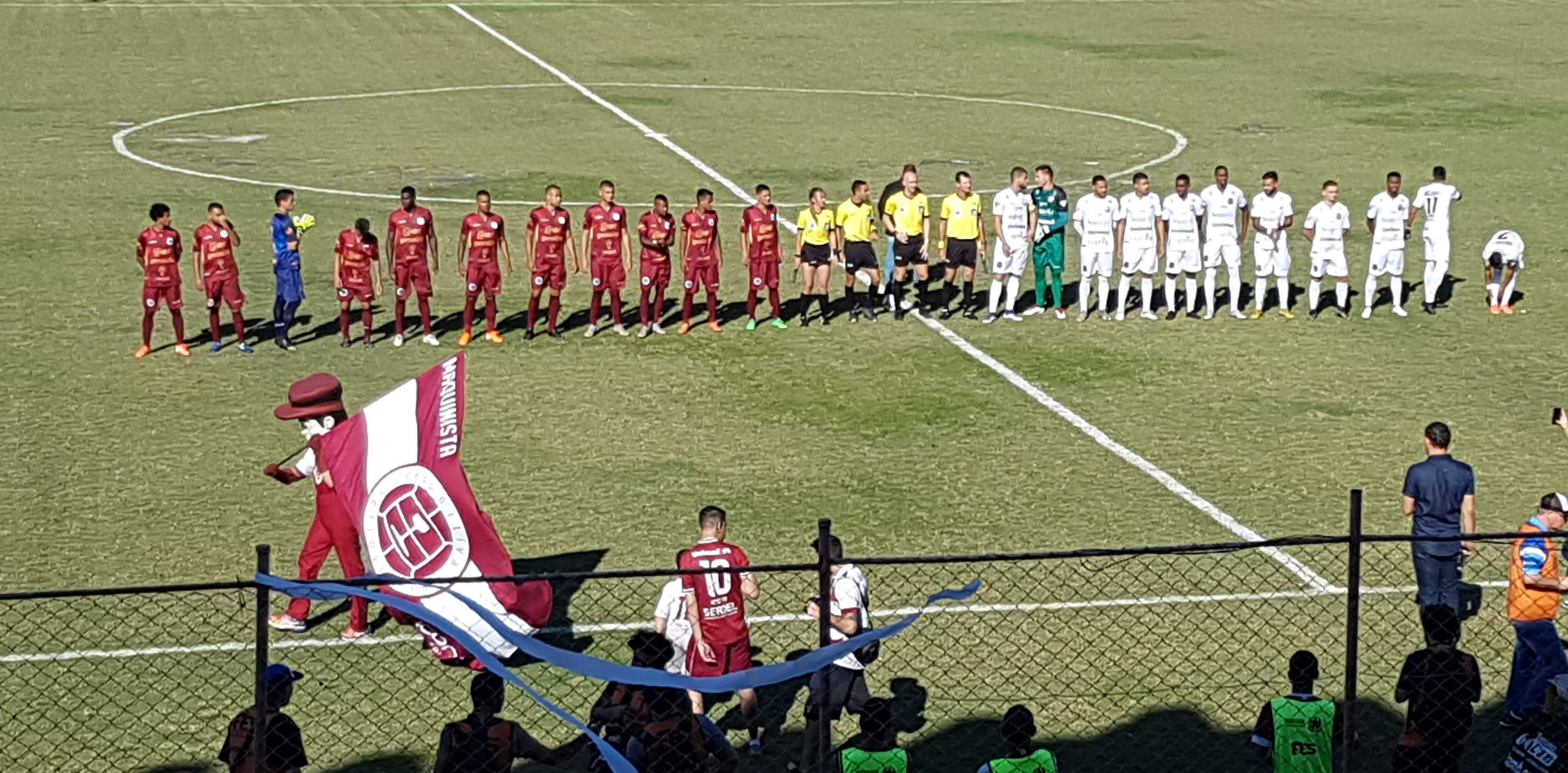
Equipes de Desportiva Ferroviária e Rio Branco perfiladas para "O Clássico Capixaba"

O Clássico Capixaba é disputado pelas duas equipes da maior torcida do estado do Espírito Santo. São também os times que mais vezes foram campeões capixabas, contabilizando 55 títulos estaduais (37 para o Rio Branco e 18 para a Desportiva). O Rio Branco tem mais títulos.
O primeiro jogo entre as duas equipes ocorreu em 1963 (data de fundação da Desportiva), até então, o maior rival do Rio Branco era o Vitória, com quem disputava o clássico chamado Vi-Rio desde 1913. O Rio Branco levou a melhor na primeira partida, 3 a 1 para o capa-preta. Já na primeira final entre as duas equipes a Desportiva venceu por 3 a 2 em 1964 sagrando-se campeão capixaba daquele ano.

### Desportiva x Vitória
Desportiva e Vitória fazem um dos maiores clássicos do Espírito Santo. Juntas ao Rio Branco, são as equipes que mais venceram o Capixabão.
As duas equipes já fizeram clássicos inesquecíveis para a torcida grená como nos estaduais de 1992 e 2013 onde a Desportiva goleou o rival por 5 a 0,em 1992 no Estádio Engenheiro Alencar Araripe e em 2013 no Estádio Salvador Costa casa do rival,em ambos estaduais a Desportiva sagrou-se campeã capixaba.Em 1965 pelo estadual a Desportiva goleou por 4 a 1 em casa também sagrando-se campeã estadual de futebol.
Em 1977 as equipes se enfrentaram pela Série A do Brasileiro em 6 de novembro, Vitória 2 a 1 Desportiva e em 11 de dezembro, Desportiva 2 a 1 Vitória

### Outros
A Desportiva mantém ainda duas rivalidades recentes construídas a partir da década de 1990 contra o Serra, rivalizando pelo título estadual em 2000, e contra Espírito Santo, culminando no título estadual de 2016.

## Títulos
| ESTADUAIS       | ESTADUAIS                        | ESTADUAIS | ESTADUAIS |
|                 | Competição                       | Títulos   | Temporadas                                                                                                   |
| --------------- | -------------------------------- | --------- | --- |
|                 | Campeonato Capixaba              | 18        | 1964, 1965, 1967, 1972, 1974, 1977, 1979, 1980, 1981, 1984, 1986, 1989, 1992, 1994, 1996, 2000*, 2013 e 2016 |
|                 | Copa Espírito Santo              | 2         | 2008* e 2012                                                                                                 |
|                 | Copa dos Campeões                | 1         | 2014 |
|                 | Campeonato Capixaba - Série B    | 2         | 2007* e 2012                                                                                                 |
|                 | Torneio Início do Espírito Santo | 1         | 1967 |
| MUNICIPAIS      |                                  |           | |
|                 | Competição                       | Títulos   | Temporadas                                                                                                   |
|                 | Taça Cidade de Vitória           | 2         | 1966 e 1968                                                                                                  |
| Outros esportes |                                  |           | |
|                 | Competição                       | Títulos   | Temporadas                                                                                                   |
| Tunísia         | Mundial de Futevôlei 2x2         | 1         | 2015 |

*Títulos conquistados como Desportiva Capixaba

## Símbolos

### Uniformes

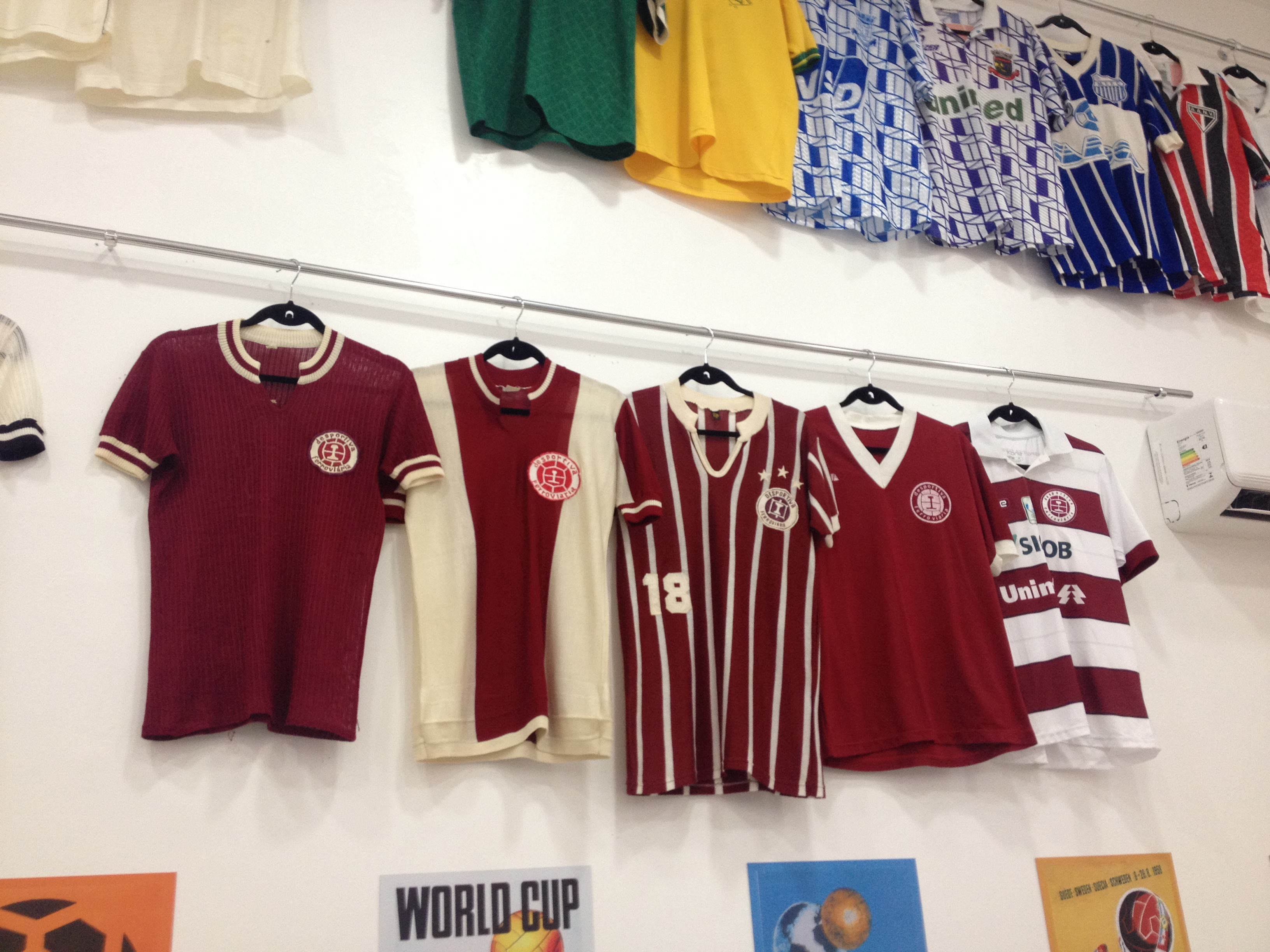
Uniformes históricos da Desportiva Ferroviária em exposição em Vila Velha.

#### Temporada 2021
| Uniforme nº 1 | Uniforme nº 2 |

#### Temporada 2020
| Uniforme nº 1 | Uniforme nº 2 |

#### Temporada 2019
Copa Espírito Santo
| Uniforme nº 1 | Uniforme nº 2 |

Campeonato Capixaba
| Uniforme nº 1 | Uniforme nº 2 |

Copa São Paulo Júnior
| Uniforme nº 1 | Uniforme nº 2 |

#### Temporada 2018
| Uniforme nº 1 | Uniforme nº 2 |

#### Temporada 2017
| Uniforme nº 1 | Uniforme nº 2 |

#### Temporada 2016

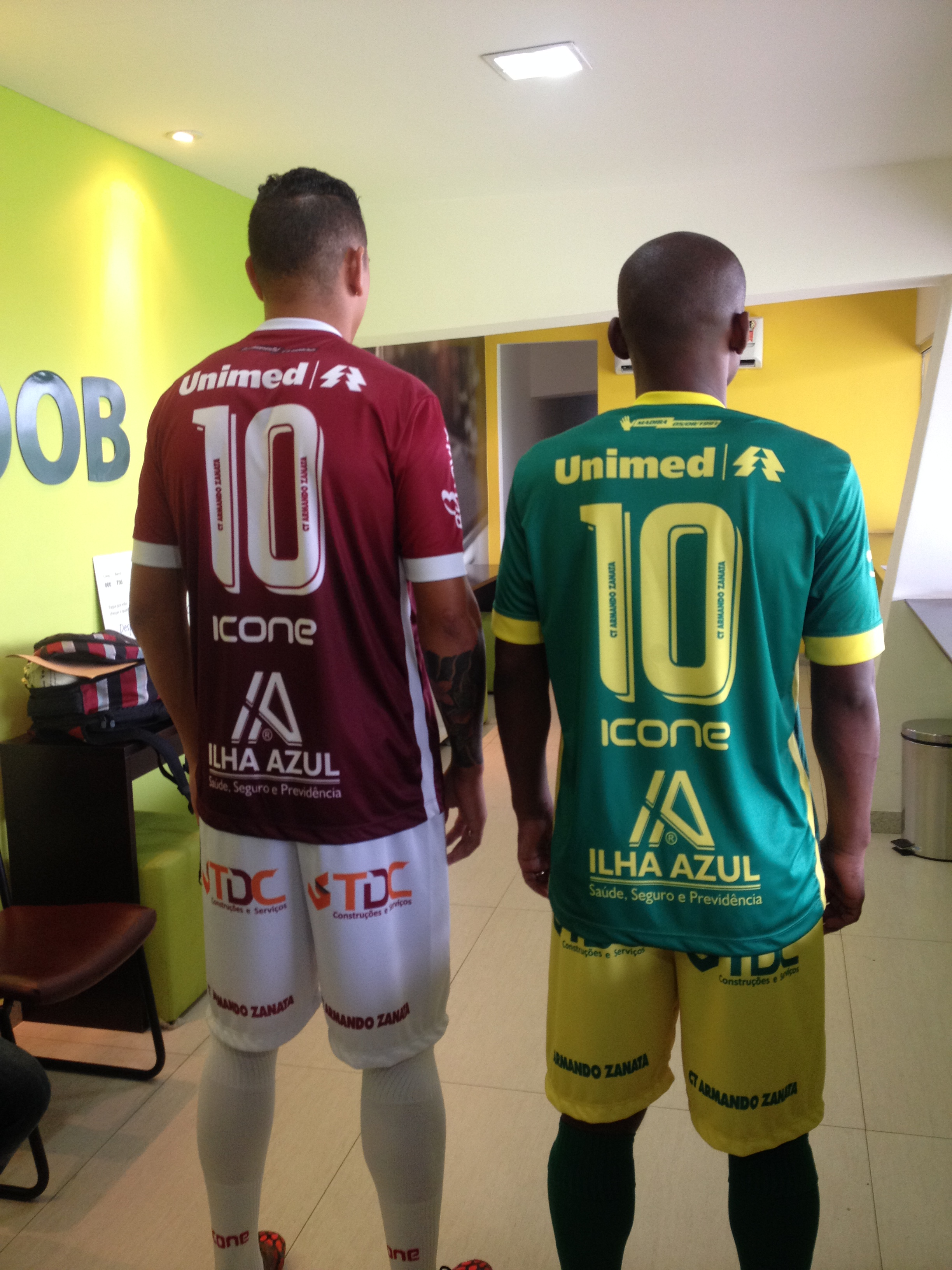
Apresentação dos uniformes da temporada 2016 no Estádio Engenheiro Araripe.

| Uniforme nº 1 | Uniforme nº 2 | Uniforme nº 3 |

#### Temporada 2015
| Uniforme nº 1 | Uniforme nº 2 |

#### Temporada 2008

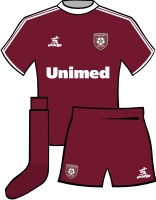
Uniforme nº 1
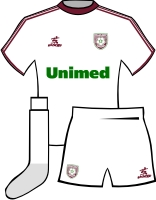
Uniforme nº 2

### Mascote

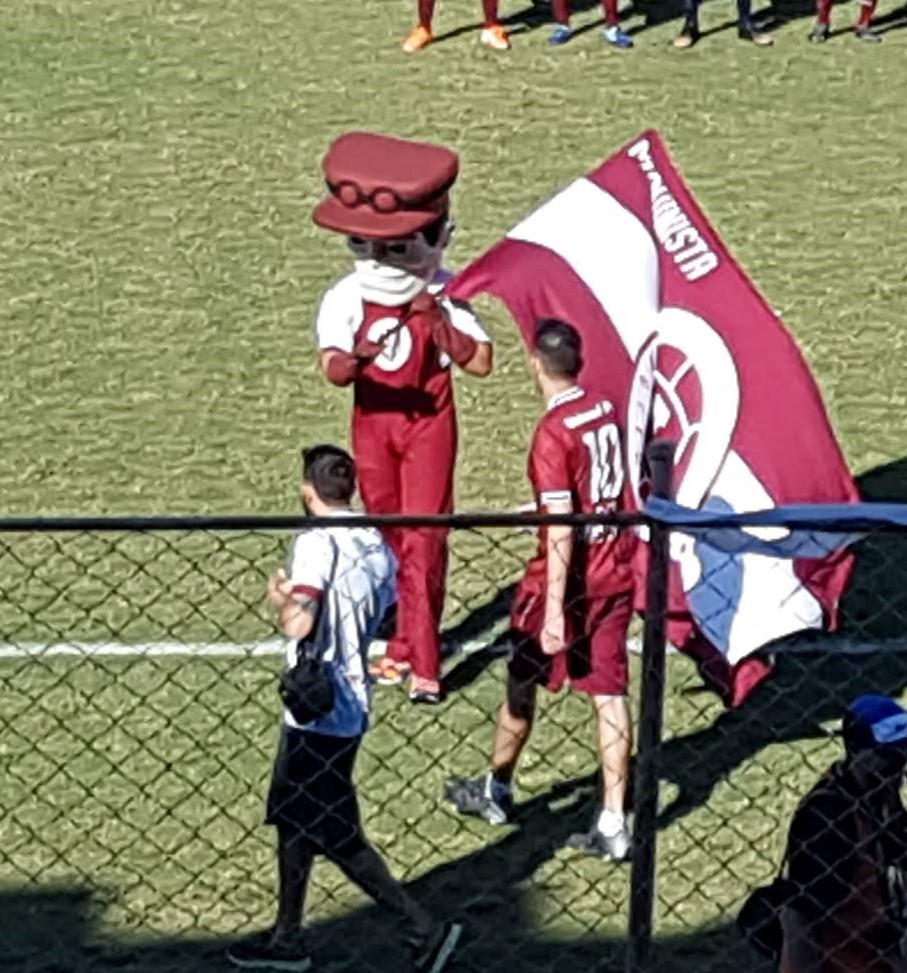
O Maquinista com a bandeira da Desportiva.

O Maquinista é o mascote da Desportiva Ferroviária. O mascote foi adotado devido aos laços históricos que existem entre o clube e a Vale do Rio Doce.

### Escudo
O escudo do clube é a união de um trilho de trem visto de perfil com uma bola de futebol dos anos 1960. Ele sofreu atualizações com o passar dos anos, inclusive em ocasiões comemorativas e mudanças quando o time se chamou Desportiva Capixaba de 1999 até 2011. Atualmente é o mesmo escudo desde 1963 apenas modernizado.

## Estatísticas

### Participações
|  | Participações em 2025 |

| Competição              | Competição            | Temporadas | Melhor campanha           | Estreia | Última | P | R |
| Espírito Santo (estado) | Campeonato Capixaba   | 56         | Campeão (18 vezes)        | 1964    | 2025   |   | 3 |
| Espírito Santo (estado) | Série B               | 4          | Campeão (2007 e 2012)     | 2003    | 2012   | 3 |   |
| Espírito Santo (estado) | Copa Espírito Santo   | 15         | Campeão (2008 e 2012)     | 2003    | 2025   |   |   |
|                         | Copa Verde            | 1          | Oitavas de final (2014)   | 2014    | 2014   |   |   |
| Brasil                  | Campeonato Brasileiro | 15         | 14º colocado (1965)       | 1965    | 1993   |   | 2 |
| Brasil                  | Série B               | 15         | 3º colocado (1994 e 1998) | 1982    | 2001   | 1 | 2 |
| Brasil                  | Série C               | 2          | 18º colocado (1988)       | 1988    | 2003   | – | – |
| Brasil                  | Série D               | 2          | 32º colocado (2017)       | 2016    | 2017   | – |   |
| Brasil                  | Copa do Brasil        | 9          | 1ª fase (9 vezes)         | 1990    | 2017   |   |   |

## Ranking da CBF
Ranking atualizado em dezembro de 2018.
- Posição: 128º
- Pontuação: 442 pontos

É o ranking criado pela Confederação Brasileira de Futebol para pontuar todos os clubes do Brasil segundo a classificação em competições nacionais nos últimos cinco anos.

## Futebol de areia
Em 2011 a Desportiva Beach Soccer iniciou seu trabalho com o futebol de areia, em um amistoso contra o Flamengo, do Rio de Janeiro.

## Livro
- Os Trilhos da História - Memórias da Desportiva Ferroviária (2009), Bruno Marques.[31]